# Валтер Менсфилд
Валтер Рој Менсфилд (енгл. Walter Roe Mansfield; Бостон, 1. јул 1911 – Крајстчерч, 8. јануар 1987) је био амерички правник и федерални судија Апелационог суда. Током Другог светског рата, као капетан је био први амерички официр у штабу  армијског генерала Драгољуба Михаиловића, начелника штаба Врховне команде Југословенске војске у Отаџбини и министра војске, морнарице и ваздухопловства Краљевине Југославије.

## Биографија

### Образовање и каријера
Рођен је 1. јула 1911. године у Бостону, као син бостонског градоначелника Фредерика Менсфилда и Хелене Елизабет Менсфилд. Дипломирао је 1932. године на Универзитету Харвард, а дипломирани правник је постао 1935. године на Харвардској правној школи. Од 1935. до 1939. и од 1941. до 1942. године, имао је приватну праксу у Њујорку.

### Други светски рат
Регрутован је у Марински корпус Сједињених Америчких држава 1942. године, а демобилисан 1946. године.
Од 18. августа 1943. године, налазио се у штабу армијског генерала Драгољуба Михаиловића, начелника штаба Врховне команде Југословенске војске у Отаџбини и министра војске, морнарице и ваздухопловства Краљевине Југославије, заједно са капетаном Бориславом Тодоровићем. Дана 5. септембра, присуствовао је борби између четника и око 300 немачких војника на планини Чемерници. Од генерала Михаиловића се растао 11. септембра, када је са пуковником Вилијамом Бејлијем у пратњи од око хиљаду четника кренуо према Беранама.
Фебруара 1944. године, командант Источне Босне и Херцеговине пуковник Петар Баћовић, командант Старог Раса мајор Војислав Лукачевић и капетан Борислав Тодоровић су организовали евакуацију капетана Менсфилда и пуковника Бејлија са подручја јужно од Дубровника и из Цавтата, уз помоћ брзог британског чамца.
У време Београдског процеса 1946. године, Менсфилд је дао изјаву америчком комитету за праведно суђење Михаиловићу, где је рекао да није видео никакве примере сарадње Михаиловићевих снага са силама Осовине.

### Послератна каријера
Након демобилизације 1946. године, вратио се приватној пракси до 1966. године.
Председник Ричард Никсон га је 26. априла 1971. године номиновао за судију апелационог суда, а Сенат потврдио 20. маја. Напредовао је 2. јула 1981. године.
Умро је 8. јануара 1987. године у Крајстчерчу, од можданог удара.